# كارل ألبرت
كارل ألبرت (بالإنجليزية: Carl Albert)‏ هو محامي وسياسي أمريكي، ولد في 10 مايو 1908 في ماكالستر في الولايات المتحدة، وتوفي بنفس المكان في 4 فبراير 2000. حزبياً، نشط في الحزب الديمقراطي. وقد انتخب مندوب ‏ وانتخب الناطق باسم مجلس النواب الأمريكي (21 يناير 1971 – 3 يناير 1977) وانتخب عضو مجلس النواب الأمريكي (3 يناير 1947 – 3 يناير 1977).

## روابط خارجية
- كارل ألبرت على موقع الموسوعة البريطانية (الإنجليزية)
- كارل ألبرت على موقع مونزينجر (الألمانية)
- كارل ألبرت على موقع إن إن دي بي (الإنجليزية)